# Mario Kart: Super Circuit
Mario Kart: Super Circuit – komputerowa gra wyścigowa z serii Mario Kart, wyprodukowana przez Intelligent Systems i wydana przez Nintendo w 27 sierpnia 2001 na konsolę Game Boy Advance. Dzięki usłudze Virtual Console grę udostępniono także dla konsoli Nintendo 3DS i Wii U. Wersja dla Nintendo 3DS ukazała się 26 sierpnia 2011, a dla Wii U – 13 listopada 2014.